# Qáqartivakajik
Qáqartivakajik är ett berg i Grönland (Kungariket Danmark).   Det ligger i kommunen Sermersooq, i den södra delen av Grönland, 700 km öster om huvudstaden Nuuk. Toppen på Qáqartivakajik är 638 meter över havet, eller 369 meter över den omgivande terrängen. Bredden vid basen är 2,5 km.
Terrängen runt Qáqartivakajik är kuperad åt nordväst, men söderut är den platt. Havet är nära Qáqartivakajik åt sydost.  Närmaste större samhälle är Tasiilaq, 3,7 km norr om Qáqartivakajik. Trakten runt Qáqartivakajik består i huvudsak av gräsmarker.